# Hold On (Douwe Bob)
Hold On is een nummer van de Nederlandse singer-songwriter Douwe Bob uit 2020.
Het nummer werd geschreven vanuit het perspectief van een ouder die zijn kind gepest ziet worden, maar toch goede hoop heeft voor de toekomst. Douwe Bob wil deze ouders een hart onder de riem steken. "'Hold On' is geschreven met in gedachten een vriend wiens dochter gepest is, dat lijkt me het zwaarste wat er is. Toen ik het had geschreven besefte ik me ineens ook hoe het voor mijn ouders moet zijn geweest omdat zij dit ook mee hebben moeten maken. Toch wil ik met dit liedje zeggen dat het beter wordt dus: Hou vol, oftewel 'Hold On'", aldus Douwe Bob. De plaat werd een klein succesje in Nederland, waar het de 18e positie haalde in de Tipparade.